# Barbro Andréen
Barbro Andréen, folkbokförd Barbro Margareta Andrén, född 29 januari 1943 i Ulricehamns församling i dåvarande Älvsborgs län, är en svensk bildkonstnär.
Barbro Andréen utbildade sig först vid Konstindustriskolan i Göteborg åren 1963–1966 och vid Valands konstskola 1966–1971. 
Hon har varit aktiv som konstnär från 1970-talet och hade sin senaste utställning 2008 i Göteborg vid Galleri Majnabben.
Andréen gick med Kvinnocentrum i Göteborg 1975 och var bland annat aktiv i Kvinnohuset och Kvinnofolkhögskolegruppen. Hon skapade fruktbarhetsgudinnan Amanda i papier maché, tyger och garner med vilken hon deltog i den av Lena Boëthius anordnade utställningen Modersmyt – Moderskap – Mänskoskap på Göteborgs konsthall 1979.  Amanda användes även i den turnerande utställningen Konstfeminism som visades 2005–2007 på bland annat Dunkers kulturhus och Liljevalchs.
Andréens konstnärskap präglas av måleri och blandteknik. Hon porträtterar ofta kvinnor och gör självporträtt i starka färger.
Andréen finns representerad vid bland annat Göteborgs konstmuseum samt Malmö konstmuseum.